# Apricena
Apricena is een gemeente in de Italiaanse provincie Foggia (regio Apulië) en telt 13.664 inwoners (31-12-2004). De oppervlakte bedraagt 171,4 km², de bevolkingsdichtheid is 80 inwoners per km².

## Demografie
Apricena telt ongeveer 4936 huishoudens. Het aantal inwoners daalde in de periode 1991-2001 met 0,1% volgens cijfers uit de tienjaarlijkse volkstellingen van ISTAT.
| Jaar | Inwoneraantal |
| ---- | ------------- |
| 1991 | 13.664        |
| 2001 | 13.647        |

## Geografie
De gemeente ligt op ongeveer 73 m boven zeeniveau.
Apricena grenst aan de volgende gemeenten: Lesina, Poggio Imperiale, Rignano Garganico, San Marco in Lamis, San Paolo di Civitate, San Severo, San Nicandro Garganico.